# Накипова, Гульжан Жанабергеновна
Наки́пова Гульжа́н Жанаберге́новна (каз. Нақыпова Гүлжан Жанабергенқызы; род. 31 мая 1991, Кызыл-Орда, Казахская ССР, СССР) — казахстанская спортсменка, мастер спорта по джиу-джитсу.

## Биография
Родилась и выросла в семье архитектора-проектировщика Жанабергена Накипова и финансиста-казначея Шарипы Накиповой. С 6 лет занималась танцами и музыкой. Имеет законченное образование по классу фортепиано . С детства увлеклась спортом, однако в джиу-джитсу пришла в более взрослом возрасте . Долгое время проживала в Испании, вернулась в Казахстан в 2016 году, с 2017 года начала представлять Казахстан на мировой арене в составе Национальной Сборной РК по джиу-джитсу .

## Образование
Окончила Казахско-Американский Университет по специальности «Международные Отношения». Учебу окончила на красный диплом. После окончания программы бакалавриата уехала на учебу в Испанию, где получила степени магистра в области бизнеса и туризма. .

## Популярность
После Чемпионата Мира в Лос-Анджелесе, США 2017 года один из фанатов Гульжан выложил видео в You Tube с названием «Самая привлекательная девушка в Джиу-Джитсу — Гульжан Накипова». Видео набрало более 1.5 млн просмотров . Её фотографии и видео из социальных сетей разлетелись по всему интернету . Вторая волна популярности настигла спортсменку 2018 году после того как один из ее фанатов, известный адвокат и шоумен из Индонезии, Hotman Paris Hutopea разместил на своей странице Instagram её видео с комментариями своего восхищения спортсменкой . После этого Гульжан обрела еще большую известность в Индонезии и получала ежедневно сотни писем от своих фанатов из Юго-Восточной Азии.

## Общественная жизнь
24 октября 2018 года в рамках проекта Акимата города Астаны Гульжан посетила колонию строго режима и выступила с мотивационной речью перед сотней осужденных . В ноябре 2018 года приняла участие в масштабной рекламной кампании компании Kimberly-Clark.